# Heptylparaben
Heptylparaben (Trivialname) ist eine Chemische Verbindung und ein Ester der 4-Hydroxybenzoesäure. Es ist ein Lebensmittelzusatzstoff (Konservierungsmittel) mit der INS-Nummer 209 und ist in der EU und in der Schweiz nicht zugelassen. Es besteht keine E-Nummer.

## Vorkommen und Verwendung
Heptylparaben kommt natürlich in Bakterien der Art Microbulbifer vor.
Die Verbindung wurde zur Kaltentkeimung von Bier, jedoch noch seltener als das Diethyldicarbonat, verwendet.